# Parafia św. Bartłomieja w Rogowie
Parafia pw. św. Bartłomieja w Rogowie – parafia rzymskokatolicka należąca do dekanatu rypińskiego, diecezji płockiej, metropolii warszawskiej. Erygowana w XIV wieku.